# Aniela Borowska
Aniela Borowska, w zakonie Matka Maria Magdalena (ur. 30 lipca 1832 w Warszawie, zm. 19 grudnia 1915 w Krakowie), przełożona ss. felicjanek. 
Urodziła się 30 lipca 1832 w Warszawie, w rodzinie o tradycjach patriotycznych i religijnych. Ojciec Adam Borowski rotmistrz ułanów, walczył 25 lutego 1831 w bitwie pod Grochowem. Matka Maria pochodziła z rodziny Szwarców. Po śmierci ojca Aniela była przez jakiś czas nauczycielką w Piotrkowie, w Warszawie. W tym czasie zbliżyła się do zakładanego (od 21 listopada 1855 roku) Zgromadzenia Sióstr Świętego Feliksa z Kantalicjo Trzeciego Zakonu Regularnego Świętego Franciszka Serafickiego w Warszawie przez bł. Marię Angelę Truszkowską i bł. Honorata Koźmińskiego. 
18 maja 1859 przywdziała habit, z rąk o. Honorata Koźmińskiego - kapucyna, słynnego kaznodziei i duchowego kierownika, przyjmując imię Marii Magdaleny. I przebywała w budynku zakonnym dawnej Biblioteki Załuskich przy ul. Daniłłowiczowskiej w Warszawie. W czasie powstania styczniowego w 1863 r. wraz z innymi pielęgnowała rannych, przygarniała sieroty pomordowanych, niosła pomoc wszystkim bez wyjątku
To właśnie za to, za "udział w sprawach politycznych", 17 grudnia 1864 roku siostry musiały zdjąć habity i w przeciągu trzech dni rozejść się do domów.
Po powstaniu styczniowym i rozproszeniu zgromadzenia przez rząd rosyjski w r. 1864, pozostawała przez parę lat w Warszawie, roztaczając ukrytą opiekę nad innymi siostrami zakonnymi, aż do chwili wyjazdu do Krakowa (r. 1869), gdzie zgromadzenie już prowadziło jedną ochronkę. 
Od 1871, aż do zgonu była przełożoną felicjanek. Wystarała się z innymi, o zatwierdzenie w dniu 19 lipca 1899 roku zakonu, przez papieża Leona XIII oraz swoich ustaw (1874 i 1906) przez Stolicę Apostolską. Rozszerzyła również zgromadzenie do Stanów Zjednoczonych, Ameryki Płn., wysyłając w r. 1874 pięć sióstr do Polonii, celem podjęcia pracy wychowawczej wśród polskich emigrantów. Powiększała działalność zakonu nie tylko na terenie Polski, ale w USA, w Kanadzie, Brazylii. Pracowała nad regułą felicjanek wywodzącą się z tercjarstwa franciszkańskiego. Ukierunkowała pracę wychowawczą sióstr z dziećmi i młodzieżą oraz ich formę opieki nad chorymi i ubogimi. Zajmowała się razem z podwładnymi działalnością wychowawczo-oświatową, charytatywną, opiekuńczo-społeczną, a także działalnością misyjną.
Pracowała nad duchowością felicjanek rozszerzając kult Najświętszego Sakramentu, Miłosierdzia Bożego, Niepokalanego Serca Maryi i nabożeństwo do Matki Bożej Częstochowskiej
Dzięki jej zabiegom wykończono w Krakowie na Smoleńsku, budowę klasztoru i kościoła ss. felicjanek. W 1907 wysłała kilka sióstr do Warszawy, dla opieki nad ubogimi. Umierając 19 grudnia 1915 w Krakowie, zostawiła siedem prowincji (2 w Europie, 5 w Ameryce), a w nich 210 domów z 2410 zakonnicami; kiedy obejmowała naczelne rządy, zgromadzenie miało 146 sióstr i 19 domów. Słusznie zgromadzenie ss. felicjanek uważa ją za swoją współzałożycielkę, a Polonia amerykańska za swoją szczególną opiekunkę.
Pochowana w kaplicy grobowej przy kościele s. Felicjanek ul. Smoleńsk w Krakowie.

## Źródła;
- Akta Archiwum ss. felicjanek w Warszawie.
- Polski Słownik Biograficzny, oprac. ks.Józef Krzyszkowski T. J, Tom II, s. 345-351, Kraków 1936.